# 日本のテレビアニメ作品一覧 (は行)
- アニメ > テレビアニメ > 日本のテレビアニメ作品一覧 > 日本のテレビアニメ作品一覧 (は行)
- アニメ > アニメ作品一覧 > 日本のテレビアニメ作品一覧 > 日本のテレビアニメ作品一覧 (は行)

日本のテレビアニメ作品一覧 (は行)（にほんのテレビアニメさくひんいちらん (はぎょう)）は「は行」で始まる日本のテレビアニメ作品一覧。

## は
- ハーイあっこです - エイケン
- はーいステップジュン - 東映動画
- はーい!ミャクミャクです - ファンワークス
- バーチャファイター - キョクイチ東京ムービー
- バーチャルさんはみている - 株式会社リド
- パーティーから追放されたその治癒師、実は最強につき - スタジオエル
- バーテンダー - パルムスタジオ
  - バーテンダー 神のグラス - リーベル
- バーバパパ - ぴえろ
- パーマン（第1作） - 東京ムービー、スタジオ・ゼロ
  - パーマン（第2作） - シンエイ動画
- ハーメルンのバイオリン弾き - スタジオディーン
- ハイガクラ - 颱風グラフィックス
- はいからさんが通る - 日本アニメーション
- ハイキュー!! - Production I.G
  - ハイキュー!! セカンドシーズン- Production I.G
  - ハイキュー!! 烏野高校 VS 白鳥沢学園高校 - Production I.G
  - ハイキュー!! TO THE TOP - Production I.G
- ハイスクール!奇面組 - スタジオコメット
- ハイスクールD×D - ティー・エヌ・ケー
  - ハイスクールD×D NEW - ティー・エヌ・ケー
  - ハイスクールD×D BorN - ティー・エヌ・ケー
  - ハイスクールD×D HERO - パッショーネ
- ハイスクール・フリート - プロダクションアイムズ
- ハイスクールミステリー学園七不思議 - スタジオコメット
- ハイスコアガール - J.C.STAFF
  - ハイスコアガールⅡ - J.C.STAFF
- はいたい七葉 - パッショーネ
- 灰と幻想のグリムガル - A-1 Pictures
- はいぱーぽりす - ぴえろ
- ばいばい、アース - ライデンフィルム
- 灰羽連盟 - RADIX
- 這いよる! ニャルアニ リメンバー・マイ・ラブ （クラフト先生） - DLE
  - 這いよれ! ニャル子さん - XEBEC
  - 這いよれ! ニャル子さんW - XEBEC
- 覇王大系リューナイト - サンライズ
- 破壊魔定光 - スタジオディーン
- 博多豚骨ラーメンズ - サテライト
- 博多明太!ぴりからこちゃん - ジーアングル
- バカとテストと召喚獣 - SILVER LINK.
  - バカとテストと召喚獣にっ! - SILVER LINK.
- 鋼の錬金術師 - ボンズ
  - 鋼の錬金術師 FULLMETAL ALCHEMIST  - ボンズ
- 薄桜鬼 - スタジオディーン
  - 薄桜鬼 碧血録 - スタジオディーン
  - 薄桜鬼 黎明録 - スタジオディーン
- ばくおん!! - TMS/8PAN
- 爆丸バトルブローラーズ - トムス・エンタテインメント、ジャパンヴィステック
  - 爆丸 バトルブローラーズ ニューヴェストロイア - トムス・エンタテインメント、ヴィステックエンタテインメント
  - 爆丸バトルブローラーズ ガンダリアンインベーダーズ - トムス・エンタテインメント、マックスパイヤーエンタテインメント
  - 爆丸バトルプラネット - トムス・エンタテインメント
- 爆球Hit! クラッシュビーダマン - 日本アニメディア
  - 爆球連発!!スーパービーダマン - XEBEC
- 白鯨伝説 - イメージケイ、ソニー・ミュージックエンタテインメント
- 伯爵と妖精 - アートランド
- ハクション大魔王 - タツノコプロ
  - よばれてとびでて!アクビちゃん - タツノコプロ、キッズステーション、AP
  - アクビガール - タツノコプロ
  - ハクション大魔王2020 - タツノコプロ、日本アニメーション
- 爆走兄弟レッツ&ゴー!! - XEBEC
  - 爆走兄弟レッツ&ゴー!!WGP - XEBEC
  - 爆走兄弟レッツ&ゴー!!MAX - XEBEC
- バクテン!! - ZEXCS
- 爆転シュート ベイブレード - マッドハウス
  - 爆転シュート ベイブレード2002 -　日本アニメディア
  - 爆転シュート ベイブレードGレボリューション -　日本アニメディア
- 爆闘宣言ダイガンダー - NAS
- ばくはつ五郎 - TCJ
- 幕末機関説 いろはにほへと - サンライズ
- 幕末義人伝 浪漫 - トムス・エンタテインメント
- 幕末Rock - スタジオディーン
- バクマン。 - J.C.STAFF
  - バクマン。2 - J.C.STAFF
  - バクマン。3 - J.C.STAFF
- ハクメイとミコチ - Lerche
- 爆裂天使 - GONZO
- 爆れつハンター - XEBEC
- はぐれ勇者の鬼畜美学 - アームス
- 妖逆門（ばけぎゃもん） - RADIX ACE ENTERTAINMENT
- バケツでごはん - マジックバス
- 化物語 - シャフト
  - 偽物語 - シャフト
  - 猫物語（黒） - シャフト
  - 〈物語〉シリーズ セカンドシーズン - シャフト
  - 憑物語 - シャフト
  - 終物語 - シャフト
  - 暦物語 - シャフト
  - 続・終物語 - シャフト
- ハコヅメ〜交番女子の逆襲〜 - マッドハウス
- はじめてのギャル - NAZ
- はじめ人間ギャートルズ - 東京ムービー
  - はじめ人間ゴン - スタジオぴえろ
- はじめの一歩 - マッドハウス
  - はじめの一歩 New Challenger - マッドハウス
  - はじめの一歩 Rising - マッドハウス、MAPPA
- 破邪巨星Gダンガイオー - AIC
- バジリスク 〜甲賀忍法帖〜 - GONZO
  - バジリスク 〜桜花忍法帖〜 - セブン・アークス・ピクチャーズ
- バスカッシュ! - サテライト
- ぱすてるメモリーズ - project No.9
- パズドラクロス - studioぴえろ
  - パズドラ - studioぴえろ
- 外れスキル《木の実マスター》 〜スキルの実（食べたら死ぬ）を無限に食べられるようになった件について〜 - 旭プロダクション
- ハズレ枠の【状態異常スキル】で最強になった俺がすべてを蹂躙するまで - Seven Arcs
- ハゼドン - 創映社
- 旗揚!けものみち - ENGI
- パタパタ飛行船の冒険 -  テレコム・アニメーションフィルム
- はたらキッズ マイハム組 - 東映アニメーション
- 働きマン - ぎゃろっぷ
- 働くお兄さん! - Tomovies
  - 働くお兄さん!の2! - Tomovies
- はたらく細胞 - david production
  - はたらく細胞!! - david production
  - はたらく細胞BLACK - david production
- はたらく魔王さま！ - WHITE FOX
  - はたらく魔王さま!! - Studio 3Hz
- パタリロ!（ぼくパタリロ!） - 東映動画
  - パタリロ西遊記! - マジックバス
- 八月のシンデレラナイン - トムス・エンタテインメント
- バチカン奇跡調査官 - J.C.STAFF
- 八男って、それはないでしょう! - シンエイ動画
- ハチミツとクローバー - J.C.STAFF
  - ハチミツとクローバーII - J.C.STAFF
- バッカーノ! - ブレインズ・ベース
- ハッカドール - Creators in Pack
- バック・アロウ - スタジオヴォルン
- ハックルベリー・フィン物語 - エノキプロ
- 八犬伝―東方八犬異聞― - スタジオディーン
- 初恋モンスター スタジオディーン
- 初恋限定。 - J.C.STAFF
- ハッスルパンチ - 東映動画
- バッテリー - ゼロジー
- はっぴーカッピ - 小学館ミュージック&デジタル エンタテイメント
- ハッピーシュガーライフ - Ezo'la
- ハッピージョージ -  勝鬨スタジオ
- はっぴぃセブン 〜ざ・テレビまんが〜 - トライネットエンタテインメント、スタジオ雲雀
- 発明BOYカニパン - スタジオコメット
  - 超発明BOYカニパン - スタジオコメット
- バディ・コンプレックス - サンライズ
  - バディ・コンプレックス 完結編 -あの空に還る未来で- - サンライズ
- はてな☆イリュージョン - Children’s Playground Entertainment
- 破天荒遊戯 - スタジオディーン
- バトルアスリーテス大運動会 - AIC
  - バトルアスリーテス大運動会 ReSTART! - セブン
- バトルガール ハイスクール - SILVER LINK.
- バトルスピリッツ 少年突破バシン - サンライズ
  - バトルスピリッツ 少年激覇ダン - サンライズ
  - バトルスピリッツ ブレイヴ - サンライズ'
  - バトルスピリッツ 覇王 - サンライズ
  - バトルスピリッツ ソードアイズ - サンライズ
  - 最強銀河 究極ゼロ 〜バトルスピリッツ〜 - サンライズ
  - バトルスピリッツ 烈火魂 - BN Pictures
  - バトルスピリッツ ダブルドライブ - BN Pictures
- バトルスピリッツ 龍虎の拳 - スタジオコメット
- バトルファイターズ 餓狼伝説 - スタジオコメット
  - バトルファイターズ 餓狼伝説2 - スタジオコメット
- 花右京メイド隊 - 童夢
  - 花右京メイド隊 La Verite - 童夢
- はなかっぱ - グループ・タック→XEBEC・OLM
- 花さか天使テンテンくん - 日本アニメーション
- 花咲くいろは - P.A.WORKS
- 花咲ける青少年 - ぴえろ
- 花田少年史 - マッドハウス
- ばなにゃ - ギャザリング
  - ばなにゃ ふしぎななかまたち - トムス・エンタテインメント
- ハニーレモンソーダ - J.C.STAFF
- 花野井くんと恋の病 - イーストフィッシュスタジオ
- 花の子ルンルン - 東映動画
- 花のピュンピュン丸 - 東映動画
- 花の魔法使いマリーベル - 葦プロ
- 花は咲く、修羅の如く - スタジオバインド
- はなまる幼稚園 - GAINAX
- ハナヤマタ - マッドハウス
- 花より男子 - 東映動画
- ハニーハニーのすてきな冒険 - 国際映画社
- ぱにぽにだっしゅ! - SHAFT
- ハニ太郎です。 - 東映動画
- はねバド! - ライデンフィルム
- パパだって、したい - マジックバス
- パパのいうことを聞きなさい! - feel.
- 母をたずねて三千里 - 日本アニメーション
- ババンババンバンバンパイア - GAINA
- はぴねす! - アートランド
- パピヨンローゼ New Season - studio Kelmadick
- バビル2世（第1作） - 東映動画
  - バビル2世（第2作） - ベガエンタテイメント
- バビロン - REVOROOT
- ハマトラ - NAZ Inc.
  - Re:␣ ハマトラ - Lerche
- ハミダシクリエイティブ - ハヤブサフィルム
- バミューダトライアングル 〜カラフル・パストラーレ〜 - セブン・アークス・ピクチャーズ
- ハムスター倶楽部 - ベガエンタテイメント
- はめつのおうこく - 横浜アニメーションラボ
- ハヤテのごとく! - SynergySP
  - ハヤテのごとく!! - J.C.STAFF
  - ハヤテのごとく! CAN'T TAKE MY EYES OFF YOU - マングローブ
  - ハヤテのごとく! Cuties - マングローブ
- 薔薇王の葬列 - J.C.STAFF
- ばらかもん - キネマシトラス
  - はんだくん - ディオメディア
- パラッパラッパー - J.C.STAFF
- パラソルヘンべえ - C&D
- 破裏拳ポリマー - タツノコプロ
- ハリスの旋風 - ピープロ
- パリピ孔明 - P.A.WORKS
- 貼りまわれ!こいぬ - オペラハウス
  - 貼りまわれ!こいぬ（第2期） - オペラハウス
- はりもぐハーリー - スタジオ・ジュニオ
- 春庭家の3人目 - 東映動画
- 遙かなる時空の中で-八葉抄- - ゆめ太カンパニー
- 遙かなる時空の中で3 - ゆめ太カンパニー
- はるかなレシーブ - C2C
- ハルチカ～ハルタとチカは青春する～ - P.A.WORKS
- ハローキティ　りんごの森のファンタジー - 旭プロダクション
  - ハローキティ　りんごの森のミステリー - 旭プロダクション
  - ハローキティ　りんごの森とパラレルタウン - 旭プロダクション
- ハロー!サンディベル - 東映動画
- バロムワン - E&G FILMS
- ハロー!レディリン - 東映動画
- ぱんきす!2次元 - DLE
- 叛逆性ミリオンアーサー - J.C.STAFF
- ハングリーハート WILD STRIKER - 日本アニメーション
- パンダーゼット - ビー・メディア、シナジージャパン
- パンチライン - MAPPA
- パンティ&ストッキングwithガーターベルト - GAINAX
- パンでPeace! - 旭プロダクション
- ハンドシェイカー - GoHands
- ハンドレッド - プロダクションアイムズ
- 万能文化猫娘 - 葦プロ
- バンパイヤン・キッズ - Production I.G
- バンブーブレード - AIC ASTA
- バンパイヤ - 虫プロ
- パンプキン・シザーズ - GONZO×AIC
- 半分の月がのぼる空 - グループ・タック

## ひ
アルファベットの「B」で始まるものについては「日本のテレビアニメ作品一覧 (アルファベット)#B」も参照。
- ピアシェ～私のイタリアン～ - ゼロジー
- 陽あたり良好! - グループ・タック
- ピアノの森 - ガイナ
- ビーストサーガ - Synergy SP
- ピーター・グリルと賢者の時間 - ウルフズベイン
  - ピーター・グリルと賢者の時間 Super Extra - セブン
- ピーターパンの冒険 - 日本アニメーション
- ピーチガール - スタジオコメット
- ピーチボーイリバーサイド - 旭プロダクション
- ヒートガイジェイ - サテライト
- ヒーローバンク - トムス・エンタテインメント
- 緋色の欠片 - スタジオディーン
  - 緋色の欠片 第二章 - スタジオディーン
- ピカイア! - OLM
  - ピカイア!! - OLM
- 東のエデン - Production I.G
- 光と水のダフネ - J.C.STAFF
- 火狩りの王 - シグナル・エムディ
  - 火狩りの王 第2シーズン - シグナル・エムディ
- 光の伝説 - タツノコプロ
- ヒカルの碁 - ぴえろ
- ひきこまり吸血姫の悶々 - project No.9
- ビキニ・ウォリアーズ - feel.×ピー・アール・エー
- ピグマリオ - 日本アニメーション
- ひぐらしのなく頃に - スタジオディーン
  - ひぐらしのなく頃に解 - スタジオディーン
  - ひぐらしのなく頃に業 - パッショーネ
  - ひぐらしのなく頃に卒 - パッショーネ
- 悲劇の元凶となる最強外道ラスボス女王は民の為に尽くします。 - OLM Team Yoshioka
- ヒゲぴよ - キネマ
- ひげを剃る。そして女子高生を拾う。 - project No.9
- ピコリーノの冒険 - 日本アニメーション
- 美少女戦士セーラームーン - 東映動画
  - 美少女戦士セーラームーンR - 東映動画
  - 美少女戦士セーラームーンS - 東映動画
  - 美少女戦士セーラームーンSuperS - 東映動画
  - 美少女戦士セーラームーン セーラースターズ - 東映動画
- ビジネスフィッシュ - クオン
  - ビジネスフィッシュ＋ - クオン
- 美少年探偵団 - シャフト
- ひそねとまそたん - ボンズ
- ぴたテン - マッドハウス
- ひだまりスケッチ - SHAFT
  - ひだまりスケッチ×365（さんろくごー） - SHAFT
  - ひだまりスケッチ×☆☆☆（ほしみっつ） - SHAFT
  - ひだまりスケッチ×ハニカム - シャフト
- 陽だまりの樹 - マッドハウス
- 緋弾のアリア - J.C.STAFF
  - 緋弾のアリアAA - 動画工房
- 棺姫のチャイカ - ボンズ
  - 棺姫のチャイカ AVENGING  - ボンズ
- ビッグX - 東京ムービー
- ビッグオーダー - asread.
- ビックリマン - 東映動画
  - 新ビックリマン - 東映動画
  - スーパービックリマン - 東映動画
  - ビックリマン2000 - スタジオコメット
  - 祝!(ハピ☆ラキ)ビックリマン - 東映アニメーション
  - ビックリメン - レスプリ
- ぴっちぴち♪しずくちゃん - クーリア
- ビット・ザ・キューピッド - ビービー・プロダクション
- ビデオ戦士レザリオン - 東映動画
- 一ッ星家のウルトラ婆さん - ナック
- ひとひら - XEBEC M2
- ひとりじめマイヒーロー - エンカレッジフィルムズ
- ひとりぼっちの異世界攻略 - ハヤブサフィルム×パッショーネ
- ひとりぼっちの○○生活 - C2C
- 美男高校地球防衛部LOVE! - ディオメディア
  - 美男高校地球防衛部LOVE!LOVE! - スタジオコメット
  - 美男高校地球防衛部HAPPY KISS! - スタジオコメット
- ひなこのーと - パッショーネ
- ヒナまつり - feel.
- ひなろじ〜from Luck & Logic〜 - 動画工房
- 火の鳥 - 手塚プロ
- 火ノ丸相撲 - GONZO
- 美肌一族 - オムニバス・ジャパン
- 響け!ユーフォニアム - 京都アニメーション
  - 響け!ユーフォニアム2 - 京都アニメーション
  - 響け!ユーフォニアム3- 京都アニメーション
- ビビッドレッド・オペレーション - A-1 Pictures
- 『ヒプノシスマイク-Division Rap Battle-』Rhyme Anima - A-1 Pictures
  - 『ヒプノシスマイク-Division Rap Battle-』Rhyme Anima + - A-1 Pictures
- ピポパポパトルくん - 東映アニメーション
- ひまわりっ! - ARMS
  - ひまわりっ!! - ARMS
- 火魅子伝 - グループ・タック
- 秘密 〜The Revelation〜 - マッドハウス
- 秘密結社鷹の爪 - 蛙男商会/ディー・エル・イー
- ひみつのアイプリ - OLM・Dongwoo A&E
- ひみつのアッコちゃん（第1作） - 東映動画
  - ひみつのアッコちゃん（第2作） - 東映動画
  - ひみつのアッコちゃん（第3作） - 東映動画
- ひみつの花園 - 学研、NHKエンタープライズ
- ひめゴト - 旭プロダクション
- 姫様“拷問”の時間です - PINE JAM
- 姫様ご用心 - ノーマッド
- ひめチェン!おとぎちっくアイドル リルぷりっ - テレコム・アニメーションフィルム
- 姫ちゃんのリボン - ぎゃろっぷ
- 干物妹!うまるちゃん - 動画工房
  - 干物妹!うまるちゃんR - 動画工房
- ひもてはうす - バウンスィ
- 百獣王ゴライオン - 東映動画
- 百姓貴族 - Pie in the sky
  - 百姓貴族 2nd Season - Pie in the sky
- 180秒で君の耳を幸せにできるか? - INDIVISION、エカチエピルカ
- 100万の命の上に俺は立っている - MAHO FILM
- 百錬の覇王と聖約の戦乙女 - EMTスクエアード
- 百花繚乱 SAMURAI GIRLS - アームス
  - 百花繚乱 サムライブライド - アームス
- ヒャッコ - 日本アニメーション
- ビューティフル ジョー - グループ・タック
- 冰剣の魔術師が世界を統べる - クラウドハーツ
- 人間交差点 HUMAN SCRAMBLE（ヒューマンスクランブル） - トムス・エンタテインメント
- 氷菓 - 京都アニメーション
- 氷河戦士ガイスラッガー - 東映動画
- ビリ犬 - シンエイ動画
  - ビリ犬なんでも商会 - シンエイ動画
- ビルディバイド -#000000- - ライデンフィルム
  - ビルディバイド -#FFFFFF- - ライデンフィルム
- ヒロイック・エイジ - XEBEC
- ヒロインたるもの!〜嫌われヒロインと内緒のお仕事〜 -  Lay-duce
- ピンクレディー物語 栄光の天使たち - T&C、東映
- ピンチとパンチ - フジテレビエンタープライズ
- びんちょうタン - スタジオディーン
- 瓶詰妖精 - XEBEC
- 貧乏神が! - サンライズ
- 貧乏姉妹物語 - 東映アニメーション
- ピンポン THE ANIMATION - タツノコプロ

## ふ
- ファイアボール - ジーニーズ
  - ファイアボール チャーミング - ジーニーズ
- ファイト一発! 充電ちゃん!! - スタジオ雲雀
- ファイトだ!!ピュー太 - 放送動画制作
- Φなる・あぷろーち（ふぁいなる - ） - トライネットエンタテインメント、ゼクシズ
- ファイ・ブレイン 神のパズル シーズン1 - サンライズ
  - ファイ・ブレイン 神のパズル シーズン2 - サンライズ
  - ファイ・ブレイン 神のパズル シーズン3 - サンライズ
- ファーブル先生は名探偵 - エノキフィルム・イージーフィルム
- ファンタシースターオンライン2 ジ アニメーション - テレコム・アニメーションフィルム
- 異世界美少女受肉おじさんと（ファンタジー - ） - OLM Team Yoshioka
- ファンタジスタドール - フッズエンタテインメント
- ファンタジックチルドレン - 日本アニメーション
- フィギュア17 つばさ&ヒカル - OLM TEAM WASAKI
- 風雲維新ダイ☆ショーグン - J.C.STAFF、A・C・G・T
- 風夏 - ディオメディア
- 風人物語 - Production I.G
- ふうせんいぬ ティニー - スティーブンスティーブン
  - ふうせんいぬティニー セカンドシーズン - スティーブンスティーブン
- 風船少女テンプルちゃん - タツノコプロ
- フーセンのドラ太郎 - 日本アニメーション
- 風都探偵 - スタジオKAI
- 夫婦以上、恋人未満。 - studio MOTHER
- フォーチュン・クエストL - イージーフィルム
- ふぉうちゅんドッグす - ベガエンタテイメント
- フォトカノ - マッドハウス
- フォルツァ!ひでまる - ぎゃろっぷ
- ブギーポップは笑わない Boogiepop Phantom - マッドハウス
  - ブギーポップは笑わない - マッドハウス
- 不機嫌なモノノケ庵 - ぴえろプラス
  - 不機嫌なモノノケ庵 續 - ぴえろプラス
- ぷぎゅる - クリエーターズ・ドット・コム
- 不遇職【鑑定士】が実は最強だった - オクルトノボル
- フクちゃん - シンエイ動画
- 覆面系ノイズ - ブレインズ・ベース
- 富豪刑事 Balance:UNLIMITED - CloverWorks
- ふしぎ駄菓子屋 銭天堂 - 東映アニメーション、ぎゃろっぷ
- ふしぎなコアラブリンキー - 日本アニメーション
- ふしぎな島のフローネ - 日本アニメーション
- 不思議なソメラちゃん - セブン
- ふしぎなメルモ - 虫プロ
- ふしぎの海のナディア - GAINAX、グループ・タック
- ふしぎの国のアリス - テレビ東京
- ふしぎ星の☆ふたご姫 - ハルフィルムメーカー
  - ふしぎ星の☆ふたご姫 Gyu! - ハルフィルムメーカー
- ふしぎ魔法ファンファンファーマシィー - 東映アニメーション
- ふしぎ遊戯 - スタジオぴえろ
- 武装少女マキャヴェリズム - SILVER LINK. / CONNECT
- 武装神姫 - エイトビット
- 武装中学生 - アスリード、スタジオアールエフ
- 武装錬金 - XEBEC
- 双恋 - テレコム・アニメーションフィルム
  - フタコイ オルタナティブ - ユーフォーテーブル、スタジオフラッグ、feel.
- ふたつのスピカ - グループ・タック
- 豚のレバーは加熱しろ - project No.9
- ふたり暮らし - パブリック&ベーシック
- ふたり鷹 - 国際映画社
- ぷちぷり*ユーシィ - GAINAX、AIC
- プチプチ・アニメ - NHK
- ぷちます! -プチ・アイドルマスター- - ギャザリング
  - ぷちます!! -プチプチ・アイドルマスター- - ギャザリング
- 普通の女子校生が【ろこどる】やってみた。 - feel.
- ぶっちぎり?! - MAPPA
- フットサルボーイズ!!!!! - ディオメディア
- 不徳のギルド - ティー・エヌ・ケー
- ふなっしーのふなふなふな日和 - 旭プロダクション
- ぷにるはかわいいスライム - TOHO animation STUDIO
- ぷにるんず ぷに - OLM Digital
  - ぷにるんず ぷに2 - OLM Digital
- 舟を編む - ZEXCS
- プピポー! - AIC PLUS+
- ぶぶチャチャ - 童夢、ジャパンデジタルエンターテインメント
  - だいすき!ぶぶチャチャ - 童夢、ジャパンデジタルエンターテインメント
- ブブキ・ブランキ - サンジゲン
  - ブブキ・ブランキ 星の巨人 - サンジゲン
- 踏切時間 - EKACHI EPILKA
- 不滅のあなたへ シーズン1 -  ブレインズ・ベース
  - 不滅のあなたへ シーズン2 - ドライブ
- フューチャーカード バディファイト - OLM、XEBEC
  - フューチャーカード バディファイト100 - OLM、XEBEC
  - フューチャーカード バディファイトDDD - OLM、XEBEC
  - フューチャーカード バディファイトX - OLM、XEBEC
  - フューチャーカード バディファイトX オールスターファイト- OLM、XEBEC
- 新世紀GPXサイバーフォーミュラ（フューチャーグランプリ - ） - サンライズ
- 冬のソナタ - REALTHING
- ふらいんぐうぃっち（frying  witch） - J.C.STAFF
- フライングベイビーズ - 福島ガイナ
- プラオレ!～PRIDE OF ORANGE～ - C2C
- フラカッパー - オフィス蒼
- フラクタル -A-1 Pictures
- プラスティック・メモリーズ - 動画工房
- ブラスレイター - GONZO、ニトロプラス
- プラチナエンド - ジグナル・エムディ
- ブラッククローバー -  studioぴえろ
- ブラック・ジャック - 手塚プロ
  - ブラック・ジャック21 - 東京ムービー
- ブラック・ブレット - キネマシトラス×オレンジ
- ブラック★ロックシューター - Ordet、サンジゲン
  - ブラック★★ロックシューター DAWN FALL - バイブリーアニメーションスタジオ
- ブラッドラッド - ブレインズ・ベース
- プラトニックチェーン - ACiD
- ぶらどらぶ - Drive
- プラネット・ウィズ - J.C.STAFF
- プラネテス - サンライズ
- プラレス3四郎 - カナメプロダクション
- フランダースの犬 - 日本アニメーション
  - フランダースの犬 ぼくのパトラッシュ - 手塚プロ
- プランダラ - GEEKTOYS
- フランチェスカ - ハートビット、テレコム・アニメーションフィルム
- フリージング - A・C・G・T
  - フリージング ヴァイブレーション - A・C・G・T
- プリキュアシリーズ - 東映アニメーション
  - ふたりはプリキュア - 東映アニメーション
  - ふたりはプリキュア Max Heart - 東映アニメーション
  - ふたりはプリキュア Splash Star - 東映アニメーション
  - Yes!プリキュア5 - 東映アニメーション
  - Yes!プリキュア5GoGo! - 東映アニメーション
  - フレッシュプリキュア! - 東映アニメーション
  - ハートキャッチプリキュア! - 東映アニメーション
  - スイートプリキュア♪ -東映アニメーション
  - スマイルプリキュア! - 東映アニメーション
  - ドキドキ!プリキュア - 東映アニメーション
  - ハピネスチャージプリキュア! - 東映アニメーション
  - Go!プリンセスプリキュア - 東映アニメーション
  - 魔法つかいプリキュア! - 東映アニメーション
    - 魔法つかいプリキュア!!〜MIRAI DAYS〜 - 東映アニメーション、スタジオディーン

  - キラキラ☆プリキュアアラモード - 東映アニメーション
  - HUGっと!プリキュア - 東映アニメーション
  - スター☆トゥインクルプリキュア - 東映アニメーション
  - ヒーリングっど♥プリキュア - 東映アニメーション
  - トロピカル〜ジュ!プリキュア - 東映アニメーション
  - デリシャスパーティ♡プリキュア - 東映アニメーション
  - ひろがるスカイ!プリキュア - 東映アニメーション
  - わんだふるぷりきゅあ! - 東映アニメーション
  - キミとアイドルプリキュア♪ - 東映アニメーション
- プリズム・アーク - FRONTLINE
- 監獄学園 - J.C.STAFF
- フリップフラッパーズ - Studio 3Hz
- プリティーリズム・オーロラドリーム - タツノコプロ
  - プリティーリズム・ディアマイフューチャー - タツノコプロ、DONGWOO ANIMATION
  - プリティーリズム・レインボーライブ - タツノコプロ、DONGWOO ANIMATION
  - プリティーリズム・オールスターセレクション - タツノコプロ、DONGWOO ANIMATION
  - プリティーオールフレンズセレクション- タツノコプロ、DONGWOO A&E
- プリパラ（1st season）- タツノコプロ、DONGWOO A&E
  - プリパラ（2nd season） - タツノコプロ、DONGWOO A&E
  - プリパラ（3rd season） - タツノコプロ、DONGWOO A&E
- プリプリちぃちゃん!! - OLM ASIA SDN BHD
- プリマドール - バイブリーアニメーションスタジオ
- プリンス・オブ・ストライド オルタナティブ - マッドハウス
- プリンセスコネクト!Re:Dive - CygamesPictures
  - プリンセスコネクト!Re:Dive Season 2 - CygamesPictures
- プリンセスチュチュ - ハルフィルムメーカー
- プリンセスナイン 如月女子高野球部 - フェニックス・エンタテインメント
- プリンセス・プリンシパル - Studio 3Hz × Actas Inc.
- プリンセス・プリンセス - スタジオディーン
- プリンセスラバー! - GoHands
- ブルーアーカイブ The Animation- Yostar Pictures ×studio CANDYBOX
- フルーツバスケット(2001年版） - スタジオディーン
  - フルーツバスケット（2019年版） - TMS/8PAN
- ブルーピリオド - Seven Arcs
- ブルーロック - エイトビット
  - ブルーロック VS. U-20 JAPAN - エイトビット
- 満月をさがして（フルムーン - ） - スタジオディーン
- フルメタル・パニック! - GONZO
  - フルメタル・パニック?ふもっふ - 京都アニメーション
  - フルメタル・パニック! The Second Raid - 京都アニメーション
  - フルメタル・パニック! Invisible Victory - XEBEC
- ぷるるんっ!しずくちゃん - トムス・エンタテインメント
  - ぷるるんっ!しずくちゃん あはっ☆ - トムス・エンタテインメント
- ブレイブウィッチーズ - SILVER LINK.
- ブレイク ブレイド - Production I.G、XEBEC
- プレイタの傷 - GoHands
- ブレイド - マッドハウス
- ブレイドアンドソウル - GONZO
- プレイボール - エイケン、マジックバス
  - プレイボール2nd - エイケン、マジックバス
- フレームアームズ・ガール - ZEXCS / studioA-CAT
- ぷれぷれぷれあです - スタジオぷYUKAI
  - ぷれぷれぷれあです2 - スタジオぷYUKAI
  - ぷれぷれぷれあです3 - スタジオぷYUKAI
  - ぷれぷれぷれあです4 - スタジオぷYUKAI
- ブレンド・S - A-1 Pictures
- ブレンパワード - サンライズ
- プロゴルファー猿 - シンエイ動画
- ブロッカー軍団IVマシーンブラスター - 日本アニメーション、葦プロダクション
- 文豪ストレイドッグス（第1シーズン） - ボンズ
  - 文豪ストレイドッグス（第2シーズン） - ボンズ
  - 文豪ストレイドッグス（第3シーズン） - ボンズ
  - 文豪ストレイドッグス（第4シーズン） - ボンズ
  - 文豪ストレイドッグス（第5シーズン） - ボンズ
  - 文豪ストレイドッグス わん! - ボンズ
- 文豪とアルケミスト 〜審判ノ歯車〜 - OLM TEAM KOJIMA

## へ
- 平穏世代の韋駄天達 - MAPPA
- 平家物語 - サイエンスSARU
- 平成イヌ物語バウ - 日本アニメーション
- ベイビーステップ - ぴえろ
  - ベイビーステップ 第2シリーズ- ぴえろ
- ベイベーばあちゃん - オメガ・プロジェクト株式会社
- ヘヴィーオブジェクト - J.C.STAFF
- へうげもの - ビィートレイン
- へーい!ブンブー - 日本アニメーション
- ベターマン - サンライズ
- ヘタリア　Axis Powers - スタジオディーン
  - ヘタリア　World Series - スタジオディーン
- へっぽこ実験アニメーション エクセル♥サーガ - J.C.STAFF
- ぺとぺとさん - XEBEC M2
- ベムベムハンターこてんぐテン丸 - 東映動画
- ペリーヌ物語 - 日本アニメーション
- ヘリタコぷーちゃん - 東映アニメーション
- ベルサイユのばら - 東京ムービー
- べるぜバブ -studioぴえろ+
- ベルゼブブ嬢のお気に召すまま。 -ライデンフィルム
- ペルソナ 〜トリニティ・ソウル〜 - A-1 Pictures
  - ペルソナ4 - AIC ASTA
  - ペルソナ4 ザ・ゴールデン - A-1 Pictures
  - ペルソナ5 - A-1 Pictures
- へろへろくん - スタジオフラッグ、スタジオボギー
- ペンギンの問題 - 小学館ミュージック&デジタル エンタテイメント
  - ペンギンの問題Max - 小学館ミュージック&デジタル エンタテイメント
  - ペンギンの問題DX? - 小学館ミュージック&デジタル エンタテイメント
  - ペンギンの問題POW - 小学館ミュージック&デジタル エンタテイメント
- 変人のサラダボウル - SynergySP、スタジオコメット
- 変ゼミ - XEBEC
- 変態王子と笑わない猫。 - J.C.STAFF
- ベン・トー - david production
- 便利屋斎藤さん、異世界に行く - C2C

## ほ
- ホイッスル! - スタジオコメット
- 放課後さいころ倶楽部 - ライデンフィルム
- 放課後少年花子くん - Lerche
- 放課後ていぼう日誌 - 動画工房
- 放課後のプレアデス - GAINAX
- 忘却の旋律 - J.C.STAFF
- 忘却バッテリー - MAPPA
- 冒険王ビィト - 東映アニメーション
  - 冒険王ビィト エクセリオン - 東映アニメーション
- 冒険ガボテン島 - TCJ
- 冒険コロボックル - エイケン
- 冒険者 - 日本アニメーション
- 冒険者になりたいと都に出て行った娘がSランクになってた - 颱風グラフィックス
- 冒険少年シャダー - 日本放送映画KK
- 冒険遊記プラスターワールド - アクタス、ブレインズ・ベース
- 暴食のベルセルク - A・C・G・T
- 亡念のザムド - ボンズ
- 放浪息子 -AIC Classic
- 鬼灯の冷徹 - WIT STUDIO
  - 鬼灯の冷徹 第弐期 - スタジオディーン、PINE JAM
- 宝石商リチャード氏の謎鑑定 - 朱夏
- 宝石の国 - オレンジ
- ポーション頼みで生き延びます! - 寿門堂
- ポールのミラクル大作戦 - タツノコプロ
- ボールルームへようこそ - Production I.G
- ぽかぽか森のラスカル - 日本アニメーション
- 撲殺天使ドクロちゃん - ハルフィルムメーカー
  - 撲殺天使ドクロちゃん2 - ハルフィルムメーカー
- 僕だけがいない街 - A-1 Pictures
- ぼくたちのリメイク - feel.
- ぼくたちは勉強ができない - stシルバー・アルボアニメーション
  - ぼくたちは勉強ができない! - stシルバー・アルボアニメーション
- 北斗の拳 - 東映動画
  - 北斗の拳2 - 東映動画
- 僕とロボコ - ぎゃろっぷ
- 僕の妹は「大阪おかん」 - キャラクション
- 僕の彼女がマジメ過ぎるしょびっちな件 - ディオメディア×スタジオブラン
- 僕の心のヤバイやつ（第1期） - シンエイ動画
  - 僕の心のヤバイやつ（第2期） - シンエイ動画
- 僕の妻は感情がない - 手塚プロダクション
- ぼくのとなりに暗黒破壊神がいます。 - EMTスクエアード
- 僕のヒーローアカデミア（第1期） - ボンズ
  - 僕のヒーローアカデミア（第2期） - ボンズ
  - 僕のヒーローアカデミア（第3期） - ボンズ
  - 僕のヒーローアカデミア（第4期） - ボンズ
  - 僕のヒーローアカデミア（第5期） - ボンズ
  - 僕のヒーローアカデミア（第6期） - ボンズ
  - 僕のヒーローアカデミア（第7期） - ボンズ
- ぼくは王さま - グラフィニカ
- 僕は友達が少ない - AIC Build
  - 僕は友達が少ないNEXT - AIC Build
- 僕等がいた - アートランド
- ぼくらの - GONZO
- 僕らの雨いろプロトコル - Quad
- 僕らはみんな河合荘 - ブレインズ・ベース
- ポケットモンスター - OLM TEAM OTA
  - ポケットモンスター アドバンスジェネレーション - OLM TEAM OTA
  - ポケットモンスター ダイヤモンド&パール - OLM TEAM IGUCHI
  - ポケットモンスター ベストウイッシュ - OLM Team Kato
  - ポケットモンスター THE ORIGIN - OLM、Production I.G、XEBEC
  - ポケットモンスター XY - OLM Team Kato
  - ポケットモンスター サン&ムーン - OLM Team Kato
  - ポケットモンスター（新無印） - OLM Team Kato
  - ポケットモンスター（リコとロイ編） - OLM Team Kato
- ポコニャン! - アニメーション21
- ぼさにまる - maroyaka/soket
- 星合の空 - エイトビット
- 星屑テレパス - Studio五組
- 星空へ架かる橋 - 動画工房
- 星の王子さま プチ・プランス - ナック・明通企画
- 星のカービィ - スタジオ・ザイン
- 星の子チョビン - スタジオ・ゼロ
- 星の子ポロン - 日本動画、時報映画社
- 惑星のさみだれ - NAZ
- ほしの島のにゃんこ - アニメーション・プラネット
- 星降る王国のニナ - シグナル・エムディ
- ボスコアドベンチャー - 日本アニメーション
- ぽちゃーズ - DLE
- ぼっち・ざ・ろっく! - Clover Works
- 没落予定の貴族だけど、暇だったから魔法を極めてみた - スタジオディーン、マーヴィージャック
- ぽてまよ - J.C.STAFF
- 炎のアルペンローゼ - タツノコプロ
- 炎の闘球児 ドッジ弾平 - アニメーション21
- 炎の蜃気楼（ - ミラージュ） - マッドハウス
- ぼのぼの（第1作） - グループ・タック
  - ぼのぼの（第2作） - エイケン
- ボノロン ～不思議な森のいいつたえ～ - アクタス
- ポプテピピック - キングレコード
  - ポプテピピック 第2シーズン - キングレコード
- ぽぽたん - シャフト
- ボボボーボ・ボーボボ - 東映アニメーション
- ポポロクロイス物語 - Bee Train
  - ポポロクロイス - トムス・エンタテインメント
- ポヨポヨ観察日記 - ダックスプロダクション、スタジオディーン、メビウス・トーン
- ホリミヤ - CloverWorks
  - ホリミヤ -piece- - CloverWorks
- ポルフィの長い旅 - 日本アニメーション
- ホワッツマイケル - 講談社
- ポンコツクエスト〜魔王と派遣の魔物たち〜 - VAP
- 本好きの下剋上 司書になるためには手段を選んでいられません（第1期） - 亜細亜堂
  - 本好きの下剋上 司書になるためには手段を選んでいられません（第2期） - 亜細亜堂
  - 本好きの下剋上 司書になるためには手段を選んでいられません（第3期） - 亜細亜堂
- ぽんのみち - OLM
- ボンバーマンジェッターズ - スタジオディーン